# トニー・ロミンゲル
トニー・ロミンゲル（Tony Rominger。1961年3月27日- ）はデンマーク・ベーレ出身でスイス国籍の元自転車競技選手。ミゲル・インドゥラインの最大のライバルとして立ちはだかったこともあった。

## 経歴
前歴は経理関係の仕事に就いていた。プロ入りしたのは25歳の1986年。そしてレースキャリアとしてピークを迎えるのは1992年～1994年のブエルタ・ア・エスパーニャ3連覇（過去に同レースの連覇記録として達成したのはロミンゲルただ一人）及び1995年のジロ・デ・イタリア優勝を果たした頃であろう。ちなみに1993年のブエルタ・ア・エスパーニャでは総合優勝の他、山岳賞、ポイント賞も獲得し、主要3部門を独占した。グランツールにおける、同一開催年の総合優勝、山岳賞、ポイント賞の主要3部門制覇は、エディ・メルクスが1968年のジロ・デ・イタリア及び1969年のツール・ド・フランスで達成して以来史上2人目の快挙であった。
またその頃は前述の通り、ツール・ド・フランスにおいて連覇中のインドゥラインの最大のライバルと目された。1993年のツールでは、最終ステージひとつ前の個人タイムトライアルでインドゥラインを撃破し、総合でも2位に食い込んだが、その後はインドゥラインに後塵を拝し続け、とうとうツールだけは優勝できなかった。インドゥラインが不調で崩れた1996年のツールでは当初好調だったものの、メカニシャンのブレーキワイヤ取り付けミスなどで落車を連発。広範囲に擦過傷を負ったことでマッサージを受けられなくなり、疲労が蓄積して失速してしまった。1997年のツールでも落車し、鎖骨骨折したことが原因で引退した。
なお、1994年11月にはフランス・ボルドーで55.291kmのアワーレコード（UCI・ベストヒューマンエフォート）を樹立している。
引退後は代理人として活動している。顧客にはマティアス・ブレンドレがいる。

## 実績

### ブエルタ・ア・エスパーニャ
- 総合優勝: 1992, 1993, 1994; 総合3位 1996
- 山岳賞: 1993, 1996
- ポイント賞: 1993
- 通算13勝: 1992 (2勝); 1993 (3勝); 1994 (6勝); 1996 (2勝)

### ジロ・デ・イタリア
- 総合優勝: 1995
- ポイント賞: 1995
- インテルジロ賞:1995
- 通算5勝: 1988 (1勝); 1995 (4勝)

### ツール・ド・フランス
- 1988: 総合68位
- 1990: 総合57位
- 1993: 総合2位; 山岳賞;区間3勝
- 1995: 総合8位
- 1996: 総合10位

### その他
- UCI・ロードワールドランキングス第1位･･･1994
- バスク一周･･･1992, 1993, 1994
- ジロ・ディ・ロンバルディア･･･1989, 1992
- ツール・ド・ロマンディ･･･1991, 1995
- ティレーノ～アドリアティコ･･･1989, 1990
- パリ～ニース･･･1991, 1994
- グランプリ・デ・ナシオン･･･1991, 1994
- アワーレコード･･･1994年10月22日,ボルドー 53.832 km (33.450マイル)
- アワーレコード･･･1994年11月5日,ボルドー 55.291 km (34.356マイル）